# Телевидение в Сирии
Телевидение в Сирии возникло в 1960 году, когда Сирия и Египет были частью Объединённой Арабской Республики.
До 1976 года телевидение транслировалось в чёрно-белом режиме. В 1985 году был создан второй канал, а в 1995 году сирийское телевидение арендовало канал на «Arabsat» (Арабская организация спутниковой связи), а в 1996 году оно начало вещание через спутник по восемь часов в день. Сирийские каналы в основном принадлежат и контролируются «Сирийским арабским телевидением и Комиссией по радиовещанию» (SATRBC), которая связана с Министерством информации. Штат компании составляет 4800 человек; как госслужащие, так и фрилансеры.
С начала сирийской гражданской войны в 2011 году государство ведёт «войну средств массовой информации» для борьбы с критикой, транслируемой другими популярными СМИ в арабском мире и за рубежом, такими как «Аль-Арабия» и «Аль-Джазира». Сирийское телевидение защищает правительство от идеологических атак повстанческих сил, Свободная сирийская армия. Согласно BBC Arabic, при освещении столкновений с «террористическими» группировками сирийское телевидение также имеет тенденцию пропускать или преуменьшать сообщения о жертвах среди гражданского населения. В июне 2012 года Лига арабских государств официально обратилась к спутниковым операторам «Arabsat» и «Nilesat» с просьбой прекратить вещание сирийских СМИ. 27 апреля 2013 года «Al Jazeera Media Network» (AJMN) объявила, что приостанавливает на неопределённый срок свою деятельность на всей территории Сирии из-за предполагаемого запугивания и угроз в адрес её сотрудников.
Десятилетний вооружённый конфликт в Сирии разрушительно повлиял на социальную структуру страны, её экономическую жизнь и территориальную целостность. В частности, территориальная фрагментация привела к разрушению жёстко контролируемой информационной среды, существовавшей до конфликта. В то время как регионы, которые оставались под контролем центрального правительства продолжали авторитарную логику сирийского режима с периода до 2011 года, а регионы, контролируемые курдскими силами и связанными с оппозицией повстанческими силами, развивались радикально по-разному. Кроме того, значительное количество сирийских беженцев в соседних странах и за их пределами дало толчок развитию средств массовой информации в изгнании и диаспоре.

## История

### СМИ в период до обретения независимости
Самые ранние попытки создать популярную прессу на территории современной Сирии были предприняты ещё в период существования Османской империи, где деятельность любой прессы находилась под контролем правительства и регулировалась очень строгими законами. С момента выхода газеты «Аль-Шахба», опубликованной Хашем эль-Аттаром и Абд ар-Рахманом аль-Кавакиби в Алеппо в 1877 году, 91 публикация, появившаяся при османах, была «приостановлена, подвергнута конфискации или изъятию».

### СМИ после обретения независимости
Распад Османской империи после её поражения в Первой мировой войне дал новый импульс развитию арабского национализма, возникший ещё до войны. Данные настроения были отражены в популярной прессе в бурный период самоуправления с 1918 по 1920 год, когда Франция стала колониальным гегемоном в Сирии и Ливане. В период действия французского мандата регулирование прессы находилось в непосредственном ведении Управления Верховного комиссара Франции в Леванте. В этот период также появились сильные журналистские деятели, которые собирали общенациональную аудиторию. Например, Наджиб Аль-Райес, писатель-националист и издатель газеты «Аль-Кабас», которая пользовалась широкой читательской аудиторией, поскольку она поддерживала независимость Сирии. Другие важные публикации включали националистический ежедневник «Аль-Айям», издаваемый Наджибом аль-Арманази, и сатирический еженедельник «Аль-Мудхик аль-Мубки», издаваемый Хабибом Кахале.
Сирийское радио было основано в 1941 году французскими властями с 15 сотрудниками, и которое использовало передачи на коротких и средних волнах. В 1945 году радио прекратило вещание после того, как сирийский персонал ушёл в отставку в знак протеста против политики Франции в стране. Радио вернулось в эфир в День независимости, 17 апреля 1946 года, и стал полноценной государственной вещательной компанией.
Период после обретения Сирией независимости отмечен политической нестабильностью, когда власть переходила из рук в руки между гражданским и военным режимами. В результате арабо-израильской войны 1948 года в Сирию прибыло более 80 000 палестинских беженцев. Война также привела к ряду военных неудач для вновь сформированной сирийской армии, ответственность за которые офицеры возложили на политиков. Социальная и политическая напряжённость после конфликта знаменовала череду военных переворотов (1949—1954 гг.), что привело к принятию нескольких строго ограничительных законов о печати. В 1954—1958 годах была восстановлена парламентская демократия, а вместе с ней и более либеральный Закон о печати 1949 года. Эти так называемые демократические годы положили начало золотому веку журналистики в стране. Распространились государственные и частные ежедневные, еженедельные и специализированные периодические издания с минимальным режимом цензуры и политически конкурентной средой.

### Переворот 1963 года и СМИ
Важнейшим переломным моментом в истории сирийских СМИ стал государственный переворот в марте 1963 года, осуществлённый партией Баас. Одним из первых шагов, предпринятых новым революционным руководством в тот день, было запрещение всех газет, кроме трёх (связанных с Баас): «Al-Ba’ath», «Al-Wahda» и «Barada». Законодательным декретом № 48 от 1963 г. были предприняты дальнейшие шаги по централизации всех юридических изданий в одной государственной организации — «Фонде печати и издательского дела Аль-Вахда».
В 1965 году печатная синдикация перешла в ведение правительства. К концу того же года остались только две общенациональные и три региональных ежедневных газеты и несколько местных периодических изданий, все из которых издавались государством или органами партии «Баас». Переворот 1963 года положил начало эре «мобилизационной прессы», когда основной функцией СМИ было продвижение интересов режима и мобилизация общественной поддержки.
Партия «Баас» внедрила социалистическую плановую экономику, которая способствовала национализации и государственной собственности и контролю над большинством её секторов. «Баас» установило де-факто государственную монополию на все средства массовой информации, включая прессу, издательское дело и распространение, радио, телевидение и производство аудиовизуальных материалов, которые оставались практически неизменными до конца 1990-х годов. Более того, с 1962 года, после неудавшейся попытки насеристов государственного переворота, в Сирии был введён в действие закон о чрезвычайном положении (частично изменённого в середине 2000-х годов и официально отменённого в 2011 году), который предоставил исполнительной власти широкие полномочия и позволял ей обходить конституцию. Режим Хафеза Асада вложил значительные средства в государственные средства массовой информации и в сохранение сильного культа личности, вращающегося вокруг Асада и его ближайших родственников.
Принципы доминирования партии «Баас» в экономике подверглись серьёзному испытанию в результате экономического кризиса конца 1980-х годов, распада Советского Союза и превращения США в глобального гегемона. Эти события подтолкнули алавитский режим к некоторым предварительным шагам в направлении экономической либерализации, кульминацией которых стал Закон № 10 1991 года, открывший некоторые секторы экономики для частных инвестиций. В медиа-секторе это было реализовано только в области аудиовизуального производства, где частные инвестиции, начиная с 1988 года, положили начало значительному развитию телевизионной индустрии.
После смерти Хафеза Асада в 2000 году, новым президентом Сирии стал его сын Башар Асад, который начал процесс экономической либерализации. Процесс авторитарной модернизации при режиме Башара Асада включал значительное открытие экономики Сирии для мировых рынков, приватизацию государственных активов, постепенную отмену государственных субсидий, сокращение государственного сектора и рост нового класса бизнесменов, лояльных режиму. Также были предприняты шаги по ослаблению ограничений на свободу выражения мнений, но лишь незначительно; очень мало было сделано в отношении структурной политической реформы.
В 2001 году правительство приняло новый закон о публикациях, который, хотя и оставался весьма ограничительным, открыл дверь для частной собственности на печатные СМИ. Сатирическая газета «Аль-Домари» была одной из первых, созданных в феврале 2001 года в соответствии с новым законом. Однако, постоянная цензура со стороны правительства и экономическое давление привели к её закрытию в 2003 году. Многие лицензии для частных СМИ достались близким к Асаду бизнесменам, таким как Рами Махлуф, Майзар Низам ад-Дин и Маджд Сулейман. C начала 2000-х годов интернет также стал важным средством передачи информации. Сирийские новостные сайты, многие из которых также принадлежали к близким правящей верхушке бизнесменам, отличались тем, что предоставляли более открытое пространство для обсуждения сирийской политики, чем то, что было доступно в традиционных СМИ.

## СМИ Сирии в условиях гражданской войны
Политическая и территориальная раздробленность Сирии, вызванная масштабным конфликтом, который длится с 2011 года, нашла своё отражение и в сирийской медийной среде. Эта фрагментация привела к развитию параллельной политической экономики внутри страны, в которой существуют радикально разные СМИ. В частности, можно выделить три отдельных медиа-среды. Первая включает регионы, которые остались под контролем центрального правительства (в частности, прибрежные районы Латакии и Тартуса, города Хомс и Хама, а также столица Дамаск), что в большей или меньшей степени является продолжением авторитарной практики сирийского режима до 2011 года с ограниченными попытками модернизации и реформирования системы.
Вторая отдельная медиа-среда возникла в регионах, которые попали под контроль повстанческих групп, для которых характерно распространение совершенно новых малых и средних медиа-инициатив, большинство из которых позже вынуждены были покинуть Сирию и перебраться в соседние страны (Турция и Ливан), или дальше в Европу, где они действовали как изгнанные СМИ. На северо-востоке Сирии курдские силы во главе с «Демократическим союзом» (PYD) создали де-факто автономный регион — Рожаву — со своими собственными в значительной степени независимыми институциональными и регулирующими структурами и средствами массовой информации, которые составляют третью медийную среду.

### Курдские СМИ
На медиа-сцене Рожавы в значительной степени доминирует государственный медиа-орган, принадлежащий автономной администрации Ronahî. Организация управляет главной спутниковой телевизионной станцией, которая вещает из региона, а также основной одноимённой печатной газетой. «Ronahî TV» вещает в основном на курдском языке, со специальными программами на арабском и английском языках. Освещение «Ronahî TV» в значительной степени склоняется в пользу PYD как наиболее доминирующей политической силы в Рожаве. В то же время большинство других политических партий издают собственные политические газеты, хотя и с ограниченным распространением. Сюда входят партии, связанные с «Курдским национальным советом», главной коалицией против власти PYD в регионе. Кроме того, существует значительное количество средств массовой информации, которые официально не связаны с политическими партиями. Эти средства массовой информации в основном представляют собой небольшие общинные радиостанции, печатные журналы и новостные веб-сайты, связанные с организациями гражданского общества, и зависят от помощи в развитии СМИ и ограниченного рынка рекламы для выживания. Исключением является «Arta FM», которое начиналось как общественное радио, базирующееся в Амуде при поддержке европейских и американских организаций по развитию СМИ, и стало крупнейшим независимым СМИ, работающим в Рожаве. Эта станция вещает на весь регион и управляет дочерней станцией в Ракке, ориентированной в основном на арабское население.

### Параллельные СМИ
Ещё одним заметным событием стало появление связанных с оппозицией медиа-активистов и коллективов, которые на ранних этапах протестного движения пытались обойти контроль режима Асада над медиа-сферой. Их работа в первые годы конфликта сыграла важную роль в обеспечении освещения событии, отличном от официальной версии режима, тем более, с учётом того, что иностранным журналистам не был разрешён доступ в страну.
По мере того, как конфликт становился все более затяжным и все больше территорий выпадали из-под контроля режима Асада, на подконтрольных вооружённой оппозиции территории стали появляться новые СМИ. Со стороны западных и региональных правительств и агентств последовали финансовые потоки для развития данных СМИ.
В 2014 году на территориях, контролируемых вооружённой оппозицией, действовало более 93 сирийских СМИ, не считая официальных СМИ оппозиционных военных и политических групп. Эта новая сфера СМИ была объединена только своей стойкой антирежимной ориентацией и в остальном была чрезвычайно разнородной с точки зрения идеологии (от исламистской до стойко светских левых) и охватывала различные средства массовой информации, включая вещательные и онлайн-радиостанции, печатные и онлайн-новостные журналы, журналы и интернет информационные агентства.